# 陳蕙 (成化進士)
陳蕙（1429年—？），字國英，直隸常州府江陰縣人，明朝政治人物。進士出身。

## 生平
應天府鄉試第五十三名。成化二年（1466年）丙戌科會試第七十三名，殿試登進士第二甲第七十九名。

## 家族
曾祖父陳思敬。祖父陳公鼐。父亲陳汝賢，曾任封刑部主事。